# 't Spant erom
 't Spant erom was een Nederlands kinderprogramma van de VARA dat werd uitgezonden tussen 1975 en 1980 vanuit 't Spant in Bussum.

## Concept
Het programma werd bedacht door regisseuse Flory Anstadt en werd gepresenteerd door Willem Nijholt en Piet Römer.
In het programma streden klassen van drie scholen tegen elkaar in spelonderdelen.
Ze moesten bijvoorbeeld een tekening maken van een woord dat op papier stond, de andere klassen moesten dit dan raden.
In 1979 werd het concept iets veranderd. Vanaf dat moment moesten klassen van twee scholen een lied zingen. Het eerste couplet en de muziek werd geschreven door een tekstschrijver en componist (dit waren onder anderen Harry Bannink, Harrie Geelen, Alexander Pola) en het tweede couplet moesten de kinderen zelf schrijven.